# Achille Naftalis
Achille Naftalis (30 décembre 1909, Bacău, Roumanie - 29 janvier 1984, Petah Tikva, Israël) est un médecin français du XXe siècle et un leader de la communauté juive en France.

## Biographie

### Roumanie
Achille Naftalis est né Ichil Naftalis (יחיאל הלוי נפתליס), le fils de Marcu (מרדכי) et Rosa Naftalis, le 30 décembre 1909, à Bacău, en Roumanie, pays traditionnellement francophile et francophone.
Sa mère est la fille de David Loebel et la petite fille du Rabbin Aaron Simha Loebel, de Bacău.
La famille Naftalis de Bacău est une famille juive traditionaliste et sioniste.
Il est le 7e de 9 enfants. Son frère ainé, Samoil (Samuel) Naftalis, né en 1895, est docteur en médecine, et sert comme médecin militaire dans l'armée roumaine.

### France
Dans l'incapacité d'étudier la médecine en Roumanie, à cause du numerus clausus qui limitait le nombre d'étudiants juifs, il immigre en France après l'obtention de son baccalauréat, en novembre 1929, pour y faire ses études de médecine, les premières années à la Faculté de médecine de Toulouse, puis à la Faculté de médecine de Paris.
Pendant ses études de médecine à Paris, il habite, depuis octobre 1932, au 32 rue des Écoles, dans le 5e arrondissement, jusqu'au 4 novembre 1938, date de son départ au régiment.
Il soutient sa thèse « Contribution à l'étude du tétanos cérébral » et reçoit son Diplôme d'État de docteur en médecine à Paris le 22 juin 1936.
Il est naturalisé français le 13 juillet 1937, ce qui lui permet de pratiquer la médecine.
Après la guerre, il installe son domicile à la rue de Reuilly dans le 12e arrondissement de Paris.
Il se marie le 3 septembre 1950 avec Hedwige Gluck, avec qui il aura deux enfants: Marc, un ingénieur, et Michaèle, une médecin, vivant en Israël.

### Israël
Après sa retraite professionnelle, il établit son domicile en 1978 à Ramat Gan, en Israël, où il est décédé en 1984 et enterré, ainsi que son épouse.

## Service militaire
Appelé sous les drapeaux et incorporé le 4 novembre 1938  à la 7e Section d'Infirmiers Militaires à Dole, dirigé ensuite comme élève officier de réserve sur l'École de Santé de Lyon, il est nommé médecin auxiliaire le 20 janvier 1939.
Affecté alors au 28e Régiment d'Artillerie divisionnaire à Chaumont, puis en juin 1939  au 21e Régiment d'Infanterie également à Chaumont, il est maintenu à cette unité lors de la déclaration de guerre, le 3 septembre 1939, et part avec celui-ci sur le front d'Alsace. Il est stationné à Roppentzwiller (Haut-Rhin).

### Bataille de France (mai-juin 1940)
Le docteur Naftalis remplit les fonctions de médecin aide major au 3e bataillon du 21e R.I. de la 13e division.
La Bataille de France débute le 10 mai 1940, mettant fin à la « drôle de guerre ». Le docteur Naftalis est dirigé avec son régiment sur le secteur de la Somme et prend une part active, à partir du 27 mai, aux combats de Quevauvillers, Guignemicourt et Frémontiers, jusqu'au 7 juin sur la rivière de l'Aisne.
Il est cité à l'ordre de la Brigade du 4 novembre 1940 « Médecin du 3e bataillon, a assuré le service très pénible jusqu'au 7 juin. Disparu à cette date alors qu'il était resté à son poste de secours ».
Il est décoré de la Croix de Guerre.

### Prisonnier de guerre (1940-41)
Le docteur Naftalis, fait prisonnier avec le restant de son bataillon le 7 juin 1940 et interné au Frontstalag 172, continue son service comme médecin pour les prisonniers, ainsi que pour la population civile  de la région (département de la Somme), à Namps-au-Val, puis à Saint-Riquier, à Abbeville et à Doullens. Il fait de son mieux pour libérer les soldats prisonniers pour raisons médicales, ce qui lui vaut d’être transféré au Stalag II-C à Greifswald en Poméranie d’où il est finalement libéré le 27 février 1941. C'est à cette époque que le surnom « le bon Toubib » lui est attribué, probablement par les tirailleurs marocains. 
Il est mis en congé sans solde le 1er mars 1941 et maintenu à la disposition du Service de Santé militaire.

### Résistance (1941-1944)
Sa naturalisation ayant été mise en question par la loi du 22 juillet 1940 du fait de sa judaïcité, et la loi du 4 octobre 1940 sur « les ressortissants étrangers de race juive » autorisant l'internement immédiats des juifs étrangers, et après avoir échappé à une arrestation, le docteur Naftalis abandonne son domicile parisien pour la région de Versailles (Seine-et-Oise) et s'installe dans le village de Thiverval, où il se met, à partir de 1941, au service des F.F.I., groupement de résistance de Versailles-Thiverval.

### Après guerre
Le docteur Naftalis est libéré du service militaire le 1er septembre 1945 avec le grade de médecin-lieutenant.
Il est décoré en 1947 de la médaille de la Reconnaissance française.
Il est promu au grade de médecin-capitaine de réserve en 1955 et au grade de médecin-capitaine honoraire en 1967.

## Activité professionnelle
Le docteur Naftalis a une pratique privée dans la Cour d'Alsace-Lorraine au 67 de la rue de Reuilly dans le 12e arrondissement de Paris.
Il est aussi médecin du travail pour plusieurs entreprises internationales à Paris: il est médecin de la banque new-yorkaise Guaranty Trust (à l'Hôtel de Coislin, 4 place de la Concorde), de la société de presse Time Inc. (également à la place de la Concorde), de l'entreprise financière American Express (au 11 rue Scribe), ainsi que le médecin de la compagnie aérienne israélienne El-Al (au 167 rue de Courcelles et à l'aéroport d'Orly).
Il donne également, à titre bénévole, une fois par semaine, des consultations au dispensaire de la rue Saulnier.

## Administrateur de communauté
En dehors de sa pratique médicale, le docteur Naftalis consacre son énergie à l'administration de communautés juives.
Il est un administrateur de la Synagogue des Tournelles, une des plus grandes synagogues de Paris, dans le quartier du Marais, lorsque son beau-frère le rabbin David Feuerwerker la dirige. Le rabbin David Feuerwerker célèbre son mariage avec Hedwige Gluck, à la Synagogue des Tournelles.
Puis, il devient président de la Synagogue Adath Israël, Rue Basfroi, dans le 11e arrondissement. C'est à lui que l'on doit la transformation radicale de cet oratoire orthodoxe qui physiquement était désuet en une synagogue moderne et adaptée à son temps.
La synagogue Adath Israel, une synagogue orthodoxe indépendante du Consistoire, faisait partie de l'Agudas Hakehilos(אֲגֻדָּת־הַקְּהִלּוֹת, Union des communautés).
Il conçoit le projet de ce renouveau en travaillant de concert avec l'entreprise immobilière qui désirait acheter le terrain de la synagogue, et qui, en retour, s'engageait à créer une nouvelle Synagogue selon les désidératas de la Communauté.
Il obtient entre autres le maintien, sans interruption, d'un lieu de prières, ce qui fut fait en créant un oratoire temporaire, situé à proximité, à la Cour Debille.
Il demande également l’aménagement d'une Mikveh dans l'immeuble de la synagogue.
Avant la réalisation finale du projet, pendant les longs mois de planification puis de mise en chantier, il doit rassurer ceux qui doutaient. Le temps lui donne raison. Son œuvre continue de porter des fruits. Il travaille de fait pour l'avenir de la communauté.

## Décorations
- Croix de guerre 1939-1945
- Croix du combattant
- Médaille de la Reconnaissance française